# Villadia painteri
Villadia painteri är en fetbladsväxtart som beskrevs av Joseph Nelson Rose. Villadia painteri ingår i släktet Villadia och familjen fetbladsväxter. Inga underarter finns listade i Catalogue of Life.